# Вижівка (притока Прип'яті)
51°25′00″ пн. ш. 24°25′00″ сх. д. / 51.41667° пн. ш. 24.41667° сх. д.
Ви́жівка (первинна назва Вижва) — річка в Україні, в межах Турійського, Любомльського, Старовижівського і Ратнівського районів Волинської області. Права притока Прип'яті (басейн Дніпра).

## Назва
Походить від діалектного вижній «верхній». Назва, ймовірно, зумовлена тим, що річка витікає з найвищої частини Волинської височини. За легендою, назва річки, як і населеного пункту Вижва, походить від королеви Бони, яка була сліпою і, будучи тут, вмилася водою в криниці та прозріла і мовила: «От і видва!».

## Опис
Довжина 81 км. Площа водозбірного басейну 1272 км². Похил річки 0,53 м/км. Долина невиразна, завширшки до 4 км. Заплава заболочена, завширшки до 800 м. Річище звивисте, завширшки 15—18 м, глибина до 1,7 м (місцями до 3 м). Пересічна витрата води 2,57 м³/с, максимальна — 128 м³/с. Використання річки: меліоративне, водовідведення. Споруджено 2 водорегулюючі ставки. Заплава меліорована, річище на окремих ділянках випрямлене, розширене, поглиблене.

## Розташування
Витоки Вижівки розташовані на північний схід від села Осереби. Тече переважно на північ та північний схід Поліською низовиною. Впадає у Прип'ять на схід від смт Ратне. 
Притоки: Плиска, Стопирка, Став, Особик, Карніївка (ліві); Кизівка (права). 
Над річкою розташоване смт Стара Вижівка.